# تپه کافران
تپه کافران مربوط به دوران‌های تاریخی پس از اسلام است و در نراق، جنوب شرقی شهر، در نزدیکی شهرستان دلیجان واقع شده و این اثر در تاریخ ۱۱ دی ۱۳۸۰ با شمارهٔ ثبت ۴۶۱۴ به‌عنوان یکی از آثار ملی ایران به ثبت رسیده است.